# Río Tartagal
Río Tartagal är ett vattendrag i Argentina.   Det ligger i provinsen Salta, i den norra delen av landet, 1 400 km norr om huvudstaden Buenos Aires.
Omgivningen kring  Río Tartagal består till största delen av jordbruksmark. Området är glesbefolkat, med 10 invånare per kvadratkilometer.